# Wasting light
Wasting light is het zevende studioalbum van de band Foo Fighters. Het werd uitgebracht op 12 april 2011 door RCA Records. Een bekende single van dit album is Rope. Het album werd geproduceerd door Butch Vig die ook bij het nummer 'Back & forth' meespeelt als gastartiest. Bij dit album werd vooral de nadruk gelegd op het zijn van een echte rockband. Onder andere Bob Mould en Krist Novoselic waren gastartiesten bij de opnames.
Dave Grohl, de leadzanger van Foo Fighters beschrijft het album als hun zwaarste album tot nu toe. Niet alleen Dave Grohl, maar ook officiële muziekinstanties geven positieve feedback omtrent het album. Tijdens de eerste week werden er 235.000 exemplaren van verkocht. In Vlaanderen behaalde het de eerste plaats in de Ultratop. In Nederland behaalde het de tweede plaats in de Album Top 100.
Op 12 februari 2012 won de band tijdens de Grammy Awards vijf onderscheidingen, waarvan vier voor dit album: Best Rock Performance en Best Rock Song voor "Walk", Best Hard Rock/Metal Performance voor "White limo" en Best Rock Album voor het hele album. (De vijfde Grammy was voor de dvd Back and forth). Met hun vier prijzen domineerde de band de Rock-categorie volledig.

## Opnames
De opnames begonnen op 16 augustus 2010. Hoewel de Foo Fighters over een eigen opnamestudio, Studio 606, beschikken, hebben ze besloten het album in de garage op te nemen van Dave Grohl. Ook werden er, tot bijna op het einde van de productie, geen digitale toestellen gebruikt. In plaats daarvan werden oude bandrecorders en analoge mixers gebruikt. Dave Grohl legt uit dat de garage en de analoge toestellen ervoor zorgen dat dit album een echt rockalbum is. Bij elk album werd een stukje van de originele tapes toegevoegd.

## Tracklist
Alle songs zijn gecomponeerd door Foo Fighters.
1. "Bridge burning"– 4:47
2. "Rope" – 4:19
3. "Dear Rosemary" – 4:26
4. "White limo" – 3:22
5. "Arlandria" – 4:28
6. "These days" – 4:58
7. "Back & forth– 3:52
8. "A matter of time" – 4:36
9. "Miss the misery" – 4:33
10. "I should have known" – 4:16
11. "Walk" – 4:16
12. "Better off" – 4:13 (Bonusnummer van de Deluxe Edition)

## Werkten mee aan dit album

### Foo Fighters
- Dave Grohl - leadzanger en gitaar
- Pat Smear - gitaar
- Nate Mendel - bass
- Taylor Hawkins - drum, percussie en achtergrondzanger
- Chris Shiflett - gitaar en achtergrondzanger

### Productie
- Butch Vig - producer
- Alan Moulder - mixing
- Emily Lazar - mastering
- James Brown - ingenieur

### Gastartiesten
- Bob Mould - gitaar en achtergrondzang bij Dear Rosemary
- Krist Novoselic - bas en accordeon bij I should have known
- Rami Jaffee - keyboard bij Bridge burning en Rope, mellotron bij I should have known en orgel bij Walk
- Jessy Greene - viool bij I should have known
- Fee Waybill - achtergrondzang bij Miss the misery
- Butch Vig - percussie bij Back & forth
- Drew Hester - percussie bij Arlandria

## Hitnoteringen

### NederlandseAlbum Top 100
| Hitnotering: (Week 1 t/m 30) 16-04-2011 t/m 05-11-2011 Hitnotering: (Week 31) 31-12-2011 Hitnotering: (Week 32 t/m 40) 14-01-2012 t/m 10-03-2012 Hitnotering: (Week 41) 05-05-2012 Hitnotering: (Week 42 en 43) 18-08-2012 en 25-08-2012 | Hitnotering: (Week 1 t/m 30) 16-04-2011 t/m 05-11-2011 Hitnotering: (Week 31) 31-12-2011 Hitnotering: (Week 32 t/m 40) 14-01-2012 t/m 10-03-2012 Hitnotering: (Week 41) 05-05-2012 Hitnotering: (Week 42 en 43) 18-08-2012 en 25-08-2012 | Hitnotering: (Week 1 t/m 30) 16-04-2011 t/m 05-11-2011 Hitnotering: (Week 31) 31-12-2011 Hitnotering: (Week 32 t/m 40) 14-01-2012 t/m 10-03-2012 Hitnotering: (Week 41) 05-05-2012 Hitnotering: (Week 42 en 43) 18-08-2012 en 25-08-2012 | Hitnotering: (Week 1 t/m 30) 16-04-2011 t/m 05-11-2011 Hitnotering: (Week 31) 31-12-2011 Hitnotering: (Week 32 t/m 40) 14-01-2012 t/m 10-03-2012 Hitnotering: (Week 41) 05-05-2012 Hitnotering: (Week 42 en 43) 18-08-2012 en 25-08-2012 | Hitnotering: (Week 1 t/m 30) 16-04-2011 t/m 05-11-2011 Hitnotering: (Week 31) 31-12-2011 Hitnotering: (Week 32 t/m 40) 14-01-2012 t/m 10-03-2012 Hitnotering: (Week 41) 05-05-2012 Hitnotering: (Week 42 en 43) 18-08-2012 en 25-08-2012 | Hitnotering: (Week 1 t/m 30) 16-04-2011 t/m 05-11-2011 Hitnotering: (Week 31) 31-12-2011 Hitnotering: (Week 32 t/m 40) 14-01-2012 t/m 10-03-2012 Hitnotering: (Week 41) 05-05-2012 Hitnotering: (Week 42 en 43) 18-08-2012 en 25-08-2012 | Hitnotering: (Week 1 t/m 30) 16-04-2011 t/m 05-11-2011 Hitnotering: (Week 31) 31-12-2011 Hitnotering: (Week 32 t/m 40) 14-01-2012 t/m 10-03-2012 Hitnotering: (Week 41) 05-05-2012 Hitnotering: (Week 42 en 43) 18-08-2012 en 25-08-2012 | Hitnotering: (Week 1 t/m 30) 16-04-2011 t/m 05-11-2011 Hitnotering: (Week 31) 31-12-2011 Hitnotering: (Week 32 t/m 40) 14-01-2012 t/m 10-03-2012 Hitnotering: (Week 41) 05-05-2012 Hitnotering: (Week 42 en 43) 18-08-2012 en 25-08-2012 | Hitnotering: (Week 1 t/m 30) 16-04-2011 t/m 05-11-2011 Hitnotering: (Week 31) 31-12-2011 Hitnotering: (Week 32 t/m 40) 14-01-2012 t/m 10-03-2012 Hitnotering: (Week 41) 05-05-2012 Hitnotering: (Week 42 en 43) 18-08-2012 en 25-08-2012 | Hitnotering: (Week 1 t/m 30) 16-04-2011 t/m 05-11-2011 Hitnotering: (Week 31) 31-12-2011 Hitnotering: (Week 32 t/m 40) 14-01-2012 t/m 10-03-2012 Hitnotering: (Week 41) 05-05-2012 Hitnotering: (Week 42 en 43) 18-08-2012 en 25-08-2012 | Hitnotering: (Week 1 t/m 30) 16-04-2011 t/m 05-11-2011 Hitnotering: (Week 31) 31-12-2011 Hitnotering: (Week 32 t/m 40) 14-01-2012 t/m 10-03-2012 Hitnotering: (Week 41) 05-05-2012 Hitnotering: (Week 42 en 43) 18-08-2012 en 25-08-2012 | Hitnotering: (Week 1 t/m 30) 16-04-2011 t/m 05-11-2011 Hitnotering: (Week 31) 31-12-2011 Hitnotering: (Week 32 t/m 40) 14-01-2012 t/m 10-03-2012 Hitnotering: (Week 41) 05-05-2012 Hitnotering: (Week 42 en 43) 18-08-2012 en 25-08-2012 | Hitnotering: (Week 1 t/m 30) 16-04-2011 t/m 05-11-2011 Hitnotering: (Week 31) 31-12-2011 Hitnotering: (Week 32 t/m 40) 14-01-2012 t/m 10-03-2012 Hitnotering: (Week 41) 05-05-2012 Hitnotering: (Week 42 en 43) 18-08-2012 en 25-08-2012 | Hitnotering: (Week 1 t/m 30) 16-04-2011 t/m 05-11-2011 Hitnotering: (Week 31) 31-12-2011 Hitnotering: (Week 32 t/m 40) 14-01-2012 t/m 10-03-2012 Hitnotering: (Week 41) 05-05-2012 Hitnotering: (Week 42 en 43) 18-08-2012 en 25-08-2012 | Hitnotering: (Week 1 t/m 30) 16-04-2011 t/m 05-11-2011 Hitnotering: (Week 31) 31-12-2011 Hitnotering: (Week 32 t/m 40) 14-01-2012 t/m 10-03-2012 Hitnotering: (Week 41) 05-05-2012 Hitnotering: (Week 42 en 43) 18-08-2012 en 25-08-2012 | Hitnotering: (Week 1 t/m 30) 16-04-2011 t/m 05-11-2011 Hitnotering: (Week 31) 31-12-2011 Hitnotering: (Week 32 t/m 40) 14-01-2012 t/m 10-03-2012 Hitnotering: (Week 41) 05-05-2012 Hitnotering: (Week 42 en 43) 18-08-2012 en 25-08-2012 | Hitnotering: (Week 1 t/m 30) 16-04-2011 t/m 05-11-2011 Hitnotering: (Week 31) 31-12-2011 Hitnotering: (Week 32 t/m 40) 14-01-2012 t/m 10-03-2012 Hitnotering: (Week 41) 05-05-2012 Hitnotering: (Week 42 en 43) 18-08-2012 en 25-08-2012 |
| Week: | 1 | 2 | 3 | 4 | 5 | 6 | 7 | 8 | 9 | 10 | 11 | 12 | 13 | 14 | 15 | 16 |
| --- | --- | --- | --- | --- | --- | --- | --- | --- | --- | --- | --- | --- | --- | --- | --- | --- |
| Positie: | 2 | 4 | 5 | 11 | 11 | 11 | 15 | 16 | 16 | 6 | 6 | 9 | 13 | 18 | 17 | 26 |
| Week: | 17 | 18 | 19 | 20 | 21 | 22 | 23 | 24 | 25 | 26 | 27 | 28 | 29 | 30 | | 31 |
| Positie: | 31 | 25 | 27 | 28 | 30 | 29 | 31 | 44 | 59 | 72 | 98 | 89 | 88 | 91 | uit | 100 |
| Week: | | 32 | 33 | 34 | 35 | 36 | 37 | 38 | 39 | 40 | | 41 | | 42 | 43 | |
| Positie: | uit | 84 | 87 | 76 | 56 | 78 | 44 | 67 | 80 | 90 | uit | 90 | uit | 94 | 81 | uit |

### VlaamseUltratop 200Albums
| Hitnotering: (Week 1 t/m 48) 16-04-2011 t/m 10-03-2012 Hitnotering: (Week 49 t/m 53) 24-03-2012 t/m 21-04-2012 Hitnotering: (Week 54 t/m 65) 19-05-2012 t/m 04-08-2012 Hitnotering: (Week 66 t/m 76) 18-08-2012 t/m 27-10-2012 Hitnotering: (Week 77) 10-11-2012, (Week 78) 29-12-2012, (Week 79) 12-01-2013, (Week 80) 02-02-2013, (Week 81) 02-03-2013, (Week 82) 04-05-2013 | Hitnotering: (Week 1 t/m 48) 16-04-2011 t/m 10-03-2012 Hitnotering: (Week 49 t/m 53) 24-03-2012 t/m 21-04-2012 Hitnotering: (Week 54 t/m 65) 19-05-2012 t/m 04-08-2012 Hitnotering: (Week 66 t/m 76) 18-08-2012 t/m 27-10-2012 Hitnotering: (Week 77) 10-11-2012, (Week 78) 29-12-2012, (Week 79) 12-01-2013, (Week 80) 02-02-2013, (Week 81) 02-03-2013, (Week 82) 04-05-2013 | Hitnotering: (Week 1 t/m 48) 16-04-2011 t/m 10-03-2012 Hitnotering: (Week 49 t/m 53) 24-03-2012 t/m 21-04-2012 Hitnotering: (Week 54 t/m 65) 19-05-2012 t/m 04-08-2012 Hitnotering: (Week 66 t/m 76) 18-08-2012 t/m 27-10-2012 Hitnotering: (Week 77) 10-11-2012, (Week 78) 29-12-2012, (Week 79) 12-01-2013, (Week 80) 02-02-2013, (Week 81) 02-03-2013, (Week 82) 04-05-2013 | Hitnotering: (Week 1 t/m 48) 16-04-2011 t/m 10-03-2012 Hitnotering: (Week 49 t/m 53) 24-03-2012 t/m 21-04-2012 Hitnotering: (Week 54 t/m 65) 19-05-2012 t/m 04-08-2012 Hitnotering: (Week 66 t/m 76) 18-08-2012 t/m 27-10-2012 Hitnotering: (Week 77) 10-11-2012, (Week 78) 29-12-2012, (Week 79) 12-01-2013, (Week 80) 02-02-2013, (Week 81) 02-03-2013, (Week 82) 04-05-2013 | Hitnotering: (Week 1 t/m 48) 16-04-2011 t/m 10-03-2012 Hitnotering: (Week 49 t/m 53) 24-03-2012 t/m 21-04-2012 Hitnotering: (Week 54 t/m 65) 19-05-2012 t/m 04-08-2012 Hitnotering: (Week 66 t/m 76) 18-08-2012 t/m 27-10-2012 Hitnotering: (Week 77) 10-11-2012, (Week 78) 29-12-2012, (Week 79) 12-01-2013, (Week 80) 02-02-2013, (Week 81) 02-03-2013, (Week 82) 04-05-2013 | Hitnotering: (Week 1 t/m 48) 16-04-2011 t/m 10-03-2012 Hitnotering: (Week 49 t/m 53) 24-03-2012 t/m 21-04-2012 Hitnotering: (Week 54 t/m 65) 19-05-2012 t/m 04-08-2012 Hitnotering: (Week 66 t/m 76) 18-08-2012 t/m 27-10-2012 Hitnotering: (Week 77) 10-11-2012, (Week 78) 29-12-2012, (Week 79) 12-01-2013, (Week 80) 02-02-2013, (Week 81) 02-03-2013, (Week 82) 04-05-2013 | Hitnotering: (Week 1 t/m 48) 16-04-2011 t/m 10-03-2012 Hitnotering: (Week 49 t/m 53) 24-03-2012 t/m 21-04-2012 Hitnotering: (Week 54 t/m 65) 19-05-2012 t/m 04-08-2012 Hitnotering: (Week 66 t/m 76) 18-08-2012 t/m 27-10-2012 Hitnotering: (Week 77) 10-11-2012, (Week 78) 29-12-2012, (Week 79) 12-01-2013, (Week 80) 02-02-2013, (Week 81) 02-03-2013, (Week 82) 04-05-2013 | Hitnotering: (Week 1 t/m 48) 16-04-2011 t/m 10-03-2012 Hitnotering: (Week 49 t/m 53) 24-03-2012 t/m 21-04-2012 Hitnotering: (Week 54 t/m 65) 19-05-2012 t/m 04-08-2012 Hitnotering: (Week 66 t/m 76) 18-08-2012 t/m 27-10-2012 Hitnotering: (Week 77) 10-11-2012, (Week 78) 29-12-2012, (Week 79) 12-01-2013, (Week 80) 02-02-2013, (Week 81) 02-03-2013, (Week 82) 04-05-2013 | Hitnotering: (Week 1 t/m 48) 16-04-2011 t/m 10-03-2012 Hitnotering: (Week 49 t/m 53) 24-03-2012 t/m 21-04-2012 Hitnotering: (Week 54 t/m 65) 19-05-2012 t/m 04-08-2012 Hitnotering: (Week 66 t/m 76) 18-08-2012 t/m 27-10-2012 Hitnotering: (Week 77) 10-11-2012, (Week 78) 29-12-2012, (Week 79) 12-01-2013, (Week 80) 02-02-2013, (Week 81) 02-03-2013, (Week 82) 04-05-2013 | Hitnotering: (Week 1 t/m 48) 16-04-2011 t/m 10-03-2012 Hitnotering: (Week 49 t/m 53) 24-03-2012 t/m 21-04-2012 Hitnotering: (Week 54 t/m 65) 19-05-2012 t/m 04-08-2012 Hitnotering: (Week 66 t/m 76) 18-08-2012 t/m 27-10-2012 Hitnotering: (Week 77) 10-11-2012, (Week 78) 29-12-2012, (Week 79) 12-01-2013, (Week 80) 02-02-2013, (Week 81) 02-03-2013, (Week 82) 04-05-2013 | Hitnotering: (Week 1 t/m 48) 16-04-2011 t/m 10-03-2012 Hitnotering: (Week 49 t/m 53) 24-03-2012 t/m 21-04-2012 Hitnotering: (Week 54 t/m 65) 19-05-2012 t/m 04-08-2012 Hitnotering: (Week 66 t/m 76) 18-08-2012 t/m 27-10-2012 Hitnotering: (Week 77) 10-11-2012, (Week 78) 29-12-2012, (Week 79) 12-01-2013, (Week 80) 02-02-2013, (Week 81) 02-03-2013, (Week 82) 04-05-2013 | Hitnotering: (Week 1 t/m 48) 16-04-2011 t/m 10-03-2012 Hitnotering: (Week 49 t/m 53) 24-03-2012 t/m 21-04-2012 Hitnotering: (Week 54 t/m 65) 19-05-2012 t/m 04-08-2012 Hitnotering: (Week 66 t/m 76) 18-08-2012 t/m 27-10-2012 Hitnotering: (Week 77) 10-11-2012, (Week 78) 29-12-2012, (Week 79) 12-01-2013, (Week 80) 02-02-2013, (Week 81) 02-03-2013, (Week 82) 04-05-2013 | Hitnotering: (Week 1 t/m 48) 16-04-2011 t/m 10-03-2012 Hitnotering: (Week 49 t/m 53) 24-03-2012 t/m 21-04-2012 Hitnotering: (Week 54 t/m 65) 19-05-2012 t/m 04-08-2012 Hitnotering: (Week 66 t/m 76) 18-08-2012 t/m 27-10-2012 Hitnotering: (Week 77) 10-11-2012, (Week 78) 29-12-2012, (Week 79) 12-01-2013, (Week 80) 02-02-2013, (Week 81) 02-03-2013, (Week 82) 04-05-2013 | Hitnotering: (Week 1 t/m 48) 16-04-2011 t/m 10-03-2012 Hitnotering: (Week 49 t/m 53) 24-03-2012 t/m 21-04-2012 Hitnotering: (Week 54 t/m 65) 19-05-2012 t/m 04-08-2012 Hitnotering: (Week 66 t/m 76) 18-08-2012 t/m 27-10-2012 Hitnotering: (Week 77) 10-11-2012, (Week 78) 29-12-2012, (Week 79) 12-01-2013, (Week 80) 02-02-2013, (Week 81) 02-03-2013, (Week 82) 04-05-2013 | Hitnotering: (Week 1 t/m 48) 16-04-2011 t/m 10-03-2012 Hitnotering: (Week 49 t/m 53) 24-03-2012 t/m 21-04-2012 Hitnotering: (Week 54 t/m 65) 19-05-2012 t/m 04-08-2012 Hitnotering: (Week 66 t/m 76) 18-08-2012 t/m 27-10-2012 Hitnotering: (Week 77) 10-11-2012, (Week 78) 29-12-2012, (Week 79) 12-01-2013, (Week 80) 02-02-2013, (Week 81) 02-03-2013, (Week 82) 04-05-2013 | Hitnotering: (Week 1 t/m 48) 16-04-2011 t/m 10-03-2012 Hitnotering: (Week 49 t/m 53) 24-03-2012 t/m 21-04-2012 Hitnotering: (Week 54 t/m 65) 19-05-2012 t/m 04-08-2012 Hitnotering: (Week 66 t/m 76) 18-08-2012 t/m 27-10-2012 Hitnotering: (Week 77) 10-11-2012, (Week 78) 29-12-2012, (Week 79) 12-01-2013, (Week 80) 02-02-2013, (Week 81) 02-03-2013, (Week 82) 04-05-2013 | Hitnotering: (Week 1 t/m 48) 16-04-2011 t/m 10-03-2012 Hitnotering: (Week 49 t/m 53) 24-03-2012 t/m 21-04-2012 Hitnotering: (Week 54 t/m 65) 19-05-2012 t/m 04-08-2012 Hitnotering: (Week 66 t/m 76) 18-08-2012 t/m 27-10-2012 Hitnotering: (Week 77) 10-11-2012, (Week 78) 29-12-2012, (Week 79) 12-01-2013, (Week 80) 02-02-2013, (Week 81) 02-03-2013, (Week 82) 04-05-2013 | Hitnotering: (Week 1 t/m 48) 16-04-2011 t/m 10-03-2012 Hitnotering: (Week 49 t/m 53) 24-03-2012 t/m 21-04-2012 Hitnotering: (Week 54 t/m 65) 19-05-2012 t/m 04-08-2012 Hitnotering: (Week 66 t/m 76) 18-08-2012 t/m 27-10-2012 Hitnotering: (Week 77) 10-11-2012, (Week 78) 29-12-2012, (Week 79) 12-01-2013, (Week 80) 02-02-2013, (Week 81) 02-03-2013, (Week 82) 04-05-2013 | Hitnotering: (Week 1 t/m 48) 16-04-2011 t/m 10-03-2012 Hitnotering: (Week 49 t/m 53) 24-03-2012 t/m 21-04-2012 Hitnotering: (Week 54 t/m 65) 19-05-2012 t/m 04-08-2012 Hitnotering: (Week 66 t/m 76) 18-08-2012 t/m 27-10-2012 Hitnotering: (Week 77) 10-11-2012, (Week 78) 29-12-2012, (Week 79) 12-01-2013, (Week 80) 02-02-2013, (Week 81) 02-03-2013, (Week 82) 04-05-2013 | Hitnotering: (Week 1 t/m 48) 16-04-2011 t/m 10-03-2012 Hitnotering: (Week 49 t/m 53) 24-03-2012 t/m 21-04-2012 Hitnotering: (Week 54 t/m 65) 19-05-2012 t/m 04-08-2012 Hitnotering: (Week 66 t/m 76) 18-08-2012 t/m 27-10-2012 Hitnotering: (Week 77) 10-11-2012, (Week 78) 29-12-2012, (Week 79) 12-01-2013, (Week 80) 02-02-2013, (Week 81) 02-03-2013, (Week 82) 04-05-2013 | Hitnotering: (Week 1 t/m 48) 16-04-2011 t/m 10-03-2012 Hitnotering: (Week 49 t/m 53) 24-03-2012 t/m 21-04-2012 Hitnotering: (Week 54 t/m 65) 19-05-2012 t/m 04-08-2012 Hitnotering: (Week 66 t/m 76) 18-08-2012 t/m 27-10-2012 Hitnotering: (Week 77) 10-11-2012, (Week 78) 29-12-2012, (Week 79) 12-01-2013, (Week 80) 02-02-2013, (Week 81) 02-03-2013, (Week 82) 04-05-2013 | Hitnotering: (Week 1 t/m 48) 16-04-2011 t/m 10-03-2012 Hitnotering: (Week 49 t/m 53) 24-03-2012 t/m 21-04-2012 Hitnotering: (Week 54 t/m 65) 19-05-2012 t/m 04-08-2012 Hitnotering: (Week 66 t/m 76) 18-08-2012 t/m 27-10-2012 Hitnotering: (Week 77) 10-11-2012, (Week 78) 29-12-2012, (Week 79) 12-01-2013, (Week 80) 02-02-2013, (Week 81) 02-03-2013, (Week 82) 04-05-2013 | Hitnotering: (Week 1 t/m 48) 16-04-2011 t/m 10-03-2012 Hitnotering: (Week 49 t/m 53) 24-03-2012 t/m 21-04-2012 Hitnotering: (Week 54 t/m 65) 19-05-2012 t/m 04-08-2012 Hitnotering: (Week 66 t/m 76) 18-08-2012 t/m 27-10-2012 Hitnotering: (Week 77) 10-11-2012, (Week 78) 29-12-2012, (Week 79) 12-01-2013, (Week 80) 02-02-2013, (Week 81) 02-03-2013, (Week 82) 04-05-2013 | Hitnotering: (Week 1 t/m 48) 16-04-2011 t/m 10-03-2012 Hitnotering: (Week 49 t/m 53) 24-03-2012 t/m 21-04-2012 Hitnotering: (Week 54 t/m 65) 19-05-2012 t/m 04-08-2012 Hitnotering: (Week 66 t/m 76) 18-08-2012 t/m 27-10-2012 Hitnotering: (Week 77) 10-11-2012, (Week 78) 29-12-2012, (Week 79) 12-01-2013, (Week 80) 02-02-2013, (Week 81) 02-03-2013, (Week 82) 04-05-2013 | Hitnotering: (Week 1 t/m 48) 16-04-2011 t/m 10-03-2012 Hitnotering: (Week 49 t/m 53) 24-03-2012 t/m 21-04-2012 Hitnotering: (Week 54 t/m 65) 19-05-2012 t/m 04-08-2012 Hitnotering: (Week 66 t/m 76) 18-08-2012 t/m 27-10-2012 Hitnotering: (Week 77) 10-11-2012, (Week 78) 29-12-2012, (Week 79) 12-01-2013, (Week 80) 02-02-2013, (Week 81) 02-03-2013, (Week 82) 04-05-2013 | Hitnotering: (Week 1 t/m 48) 16-04-2011 t/m 10-03-2012 Hitnotering: (Week 49 t/m 53) 24-03-2012 t/m 21-04-2012 Hitnotering: (Week 54 t/m 65) 19-05-2012 t/m 04-08-2012 Hitnotering: (Week 66 t/m 76) 18-08-2012 t/m 27-10-2012 Hitnotering: (Week 77) 10-11-2012, (Week 78) 29-12-2012, (Week 79) 12-01-2013, (Week 80) 02-02-2013, (Week 81) 02-03-2013, (Week 82) 04-05-2013 | Hitnotering: (Week 1 t/m 48) 16-04-2011 t/m 10-03-2012 Hitnotering: (Week 49 t/m 53) 24-03-2012 t/m 21-04-2012 Hitnotering: (Week 54 t/m 65) 19-05-2012 t/m 04-08-2012 Hitnotering: (Week 66 t/m 76) 18-08-2012 t/m 27-10-2012 Hitnotering: (Week 77) 10-11-2012, (Week 78) 29-12-2012, (Week 79) 12-01-2013, (Week 80) 02-02-2013, (Week 81) 02-03-2013, (Week 82) 04-05-2013 | Hitnotering: (Week 1 t/m 48) 16-04-2011 t/m 10-03-2012 Hitnotering: (Week 49 t/m 53) 24-03-2012 t/m 21-04-2012 Hitnotering: (Week 54 t/m 65) 19-05-2012 t/m 04-08-2012 Hitnotering: (Week 66 t/m 76) 18-08-2012 t/m 27-10-2012 Hitnotering: (Week 77) 10-11-2012, (Week 78) 29-12-2012, (Week 79) 12-01-2013, (Week 80) 02-02-2013, (Week 81) 02-03-2013, (Week 82) 04-05-2013 | Hitnotering: (Week 1 t/m 48) 16-04-2011 t/m 10-03-2012 Hitnotering: (Week 49 t/m 53) 24-03-2012 t/m 21-04-2012 Hitnotering: (Week 54 t/m 65) 19-05-2012 t/m 04-08-2012 Hitnotering: (Week 66 t/m 76) 18-08-2012 t/m 27-10-2012 Hitnotering: (Week 77) 10-11-2012, (Week 78) 29-12-2012, (Week 79) 12-01-2013, (Week 80) 02-02-2013, (Week 81) 02-03-2013, (Week 82) 04-05-2013 | Hitnotering: (Week 1 t/m 48) 16-04-2011 t/m 10-03-2012 Hitnotering: (Week 49 t/m 53) 24-03-2012 t/m 21-04-2012 Hitnotering: (Week 54 t/m 65) 19-05-2012 t/m 04-08-2012 Hitnotering: (Week 66 t/m 76) 18-08-2012 t/m 27-10-2012 Hitnotering: (Week 77) 10-11-2012, (Week 78) 29-12-2012, (Week 79) 12-01-2013, (Week 80) 02-02-2013, (Week 81) 02-03-2013, (Week 82) 04-05-2013 | Hitnotering: (Week 1 t/m 48) 16-04-2011 t/m 10-03-2012 Hitnotering: (Week 49 t/m 53) 24-03-2012 t/m 21-04-2012 Hitnotering: (Week 54 t/m 65) 19-05-2012 t/m 04-08-2012 Hitnotering: (Week 66 t/m 76) 18-08-2012 t/m 27-10-2012 Hitnotering: (Week 77) 10-11-2012, (Week 78) 29-12-2012, (Week 79) 12-01-2013, (Week 80) 02-02-2013, (Week 81) 02-03-2013, (Week 82) 04-05-2013 |
| Week: | 1 | 2 | 3 | 4 | 5 | 6 | 7 | 8 | 9 | 10 | 11 | 12 | 13 | 14 | 15 | 16 | 17 | 18 | 19 | 20 | 21 | 22 | 23 | 24 | 25 | 26 | 27 | 28 | 29 | 30 |
| --- | --- | --- | --- | --- | --- | --- | --- | --- | --- | --- | --- | --- | --- | --- | --- | --- | --- | --- | --- | --- | --- | --- | --- | --- | --- | --- | --- | --- | --- | --- |
| Positie: | 1 | 3 | 2 | 2 | 7 | 7 | 14 | 17 | 23 | 17 | 12 | 16 | 20 | 15 | 14 | 20 | 20 | 19 | 15 | 10 | 8 | 8 | 9 | 12 | 20 | 38 | 39 | 40 | 40 | 61 |
| Week: | 31 | 32 | 33 | 34 | 35 | 36 | 37 | 38 | 39 | 40 | 41 | 42 | 43 | 44 | 45 | 46 | 47 | 48 | | 49 | 50 | 51 | 52 | 53 | | 54 | 55 | 56 | 57 | 58 |
| Positie: | 61 | 69 | 75 | 92 | 76 | 89 | 66 | 57 | 61 | 54 | 59 | 67 | 51 | 50 | 81 | 70 | 72 | 65 | uit | 77 | 89 | 82 | 92 | 91 | uit | 135 | 88 | 108 | 126 | 172 |
| Week: | 59 | 60 | 61 | 62 | 63 | 64 | 65 | | 66 | 67 | 68 | 69 | 70 | 71 | 72 | 73 | 74 | 75 | 76 | | 77 | | 78 | | 79 | | 80 | | 81 | |
| Positie: | 138 | 157 | 120 | 166 | 126 | 150 | 146 | uit | 73 | 31 | 22 | 34 | 77 | 81 | 109 | 126 | 158 | 158 | 181 | uit | 148 | uit | 183 | uit | 189 | uit | 184 | uit | 162 | uit |
| Week: | 82 | | | | | | | | | | | | | | | | | | | | | | | | | | | | | |
| Positie: | 198 | uit | | | | | | | | | | | | | | | | | | | | | | | | | | | | |